# Ctenophilothis altus
Ctenophilothis altus är en skalbaggsart som först beskrevs av Lewis 1885.  Ctenophilothis altus ingår i släktet Ctenophilothis och familjen stumpbaggar. Inga underarter finns listade i Catalogue of Life.